# 珍吉拉·施塔德爾曼
珍吉拉·施塔德爾曼（德語：Jenjira Stadelmann，1999年11月20日—），瑞士女子羽球運動員，出生於泰國清邁，父親是瑞士人，母親是泰國人，2016年起移居並代表瑞士參加國際賽。2023年歐洲運動會羽毛球女子單打銅牌得主。

## 簡歷
珍吉拉·施塔德爾曼的父親是瑞士人，母親是泰國人，在泰國清邁出生及長大。珍吉拉在雙親的鼓勵下接觸多種運動，最後喜歡上羽毛球。2016年，珍吉拉在瑞士度假參加羽球營隊期間，受到當地的羽球俱樂部青睞並與她簽約，並在同一年與她的父親到瑞士定居及代表瑞士參加國際賽。

### 2019－2021年
2019年，她在瑞士全國羽毛球錦標賽贏得女子單打冠軍，並在隔年成功衛冕，在賽普勒斯國際賽獲得女子單打及混合雙打冠軍，以及斯洛維尼亞未來系列賽女子單打冠軍。
珍吉拉·施塔德爾曼曾在2019－2021年間與同俱樂部的阿莉內·穆勒搭檔參加女雙國際賽，兩人在2019年斯洛文尼亞未來系列賽、威爾斯國際賽及2021年奧地利公開賽晉級四強。2021年12月，她首度參加世界羽毛球錦標賽，與阿莉內·穆勒在女子雙打項目首輪以直落二（24-22、21-12）擊敗愛爾蘭的Kate Frost／Moya Ryan；第二輪賽事則以11－21、10－21不敵三號種子金昭映／孔熙容，止步32強。此後，施塔德爾曼希望專注單打，因此結束與穆勒的合作。

### 2023年
2023年6月底，施塔德爾曼參加在波蘭舉辦的第三屆歐洲運動會羽毛球比賽。她在女子單打項目半準決賽以2比1（21-12、7-21、21-19）擊敗六號種子、比利時的谭莲妮，晉級準決賽；最終以直落二（15-21、16-21）不敵第二種子、丹麥的米娅·布里西费尔特，止步四強。由於羽毛球項目未設銅牌戰，施塔德爾曼直接獲得銅牌，同時也是瑞士史上首面歐洲運動會羽毛球獎牌。

## 主要比賽成績
只列出曾進入準決賽的國際賽事成績：
| 年份   | 賽事                       | 公開賽級別 | 項目     | 搭檔            | 成績   |
| ------ | -------------------------- | ---------- | -------- | --------------- | ------ |
| 2016年 | 瑞士羽毛球國際賽           | 國際系列賽 | 女子單打 | －              | 準決賽 |
| 2018年 | 葡萄牙羽毛球國際賽         | 國際系列賽 | 女子雙打 | 賽琳·伯卡特     | 準決賽 |
| 2019年 | 立陶宛羽毛球國際賽         | 未來系列賽 | 女子單打 | －              | 準決賽 |
| 2019年 | 賽普勒斯羽毛球國際賽       | 未來系列賽 | 女子單打 | －              | 冠軍   |
| 2019年 | 賽普勒斯羽毛球國際賽       | 未來系列賽 | 混合雙打 | 托拜厄斯·庫恩齊 | 冠軍   |
| 2019年 | 斯洛維尼亞羽毛球未來系列賽 | 未來系列賽 | 女子單打 | －              | 冠軍   |
| 2019年 | 斯洛維尼亞羽毛球未來系列賽 | 未來系列賽 | 女子雙打 | 阿莉內·穆勒     | 準決賽 |
| 2019年 | 威爾斯羽毛球國際賽         | 國際系列賽 | 女子單打 | －              | 準決賽 |
| 2019年 | 威爾斯羽毛球國際賽         | 國際系列賽 | 女子雙打 | 阿莉內·穆勒     | 準決賽 |
| 2020年 | 葡萄牙羽毛球國際賽         | 國際系列賽 | 女子單打 | －              | 準決賽 |
| 2021年 | 西班牙羽毛球大師賽         | 超級300賽  | 女子單打 | －              | 準決賽 |
| 2021年 | 奧地利羽毛球公開賽         | 國際系列賽 | 女子雙打 | 阿莉內·穆勒     | 準決賽 |
| 2022年 | 烏克蘭羽毛球公開賽         | 國際挑戰賽 | 女子單打 | －              | 準決賽 |
| 2022年 | 烏干達羽毛球國際賽         | 國際挑戰賽 | 女子單打 | －              | 準決賽 |
| 2022年 | 南特羽毛球國際挑戰賽       | 國際挑戰賽 | 女子單打 | －              | 準決賽 |
| 2023年 | 歐洲運動會羽毛球比賽       | 其他       | 女子單打 | －              | 銅牌   |
| 2024年 | 伊朗羽毛球國際挑戰賽       | 國際挑戰賽 | 女子單打 | －              | 準決賽 |
| 2025年 | 捷克羽毛球國際賽           | 未來系列賽 | 女子單打 | －              | 準決賽 |

| 2007-2017年 | 首要超級賽 | 超級賽 | 黃金大獎賽 | 大獎賽 | 國際挑戰賽 | 國際系列賽 | 未來系列賽 | 其他 |

| 2018-2026年 | 總決賽 | 超級1000賽 | 超級750賽 | 超級500賽 | 超級300賽 | 超級100賽 | 國際挑戰賽 | 國際系列賽 | 未來系列賽 | 其他 |

### 奧運會和世錦賽參賽紀錄
|          | 搭檔        | 2021 | 2024       |
| -------- | ----------- | ---- | ---------- |
| 女子單打 | 不適用      | －   | 小組第二名 |
|          |             |      |            |
| 女子雙打 | 阿莉內·穆勒 | 32強 | －         |

## 外部連結
- 官方网站
- 珍吉拉·施塔德爾曼的Facebook專頁